# Андийские народы
Андийские народы — группа народов, проживающие в Российской Федерации (андийцы, ахвахцы, багвалинцы // багулалы, ботлихцы, годоберинцы, каратинцы, тиндинцы // тиндалы и чамалинцы // чамалалы) и Азербайджане (ахвахцы). Общая численность по переписи 2021 года вместе с цезскими народностями составляет в России 62 200 чел., в том числе в Дагестане — 61 418 чел.. Собственно андийские народы составляют соответственно 36 609 и 36 007 чел..
Андийские народы живут на юго-западе Дагестана, главным образом в бассейне реки Андийское Койсу: Ботлихский район (андийцы, ботлихцы, годоберинцы и каратинцы), Цумадинский район (багвалинцы, тиндинцы, чамалинцы), Ахвахский район (ахвахцы, каратинцы и багвалинцы), Шамильский район (ахвахцы); после 1950-х годов значительная часть переселилась на равнинную часть, что ещё более способствовало их аваризации. Одно ахвахское село находится на территории Азербайджана.
Говорят на андийских языках со своими диалектами, на котором большинство и разговаривает.
С аварским языком андийские объединяются в аваро-андийскую группу, противопоставленную цезской внутри аваро-андо-цезской ветви (андийские ближе к аварскому, чем цезским).